# Qfusion
Qfusion is een 3D-game-engine gebaseerd op de broncode van Quake II. De engine is beschikbaar onder de GNU General Public License. Het project werd gestart door Victor Luchitz samen met een aantal anderen. Het is geschreven in C voor gebruik op Windows en Unix-gebaseerde systemen. De engine ondersteunt ook de data van Quake III, zoals maps, 3D-modellen en shaders.
De engine ondersteunt Ogg Vorbis voor geluid en TGA en JPEG voor afbeeldingen. Ook verscheidene technieken zijn toegevoegd aan de engine, zoals normal mapping, GLSL-shaders (onder andere bump-mapping en cel shading) en skeletal animation.

## Gebruik
De engine wordt gebruikt door volgende computerspellen:
- CodeRED: Alien Arena
- Warsow
- SiN
- Anachronox
- Heretic II
- Daikatana
- Soldier of Fortune
- Kingpin: Life of Crime
- UFO: Alien Invasion